# 雷塔馬萊斯角
62°15′10.1″S 59°08′35″W / 62.252806°S 59.14306°W

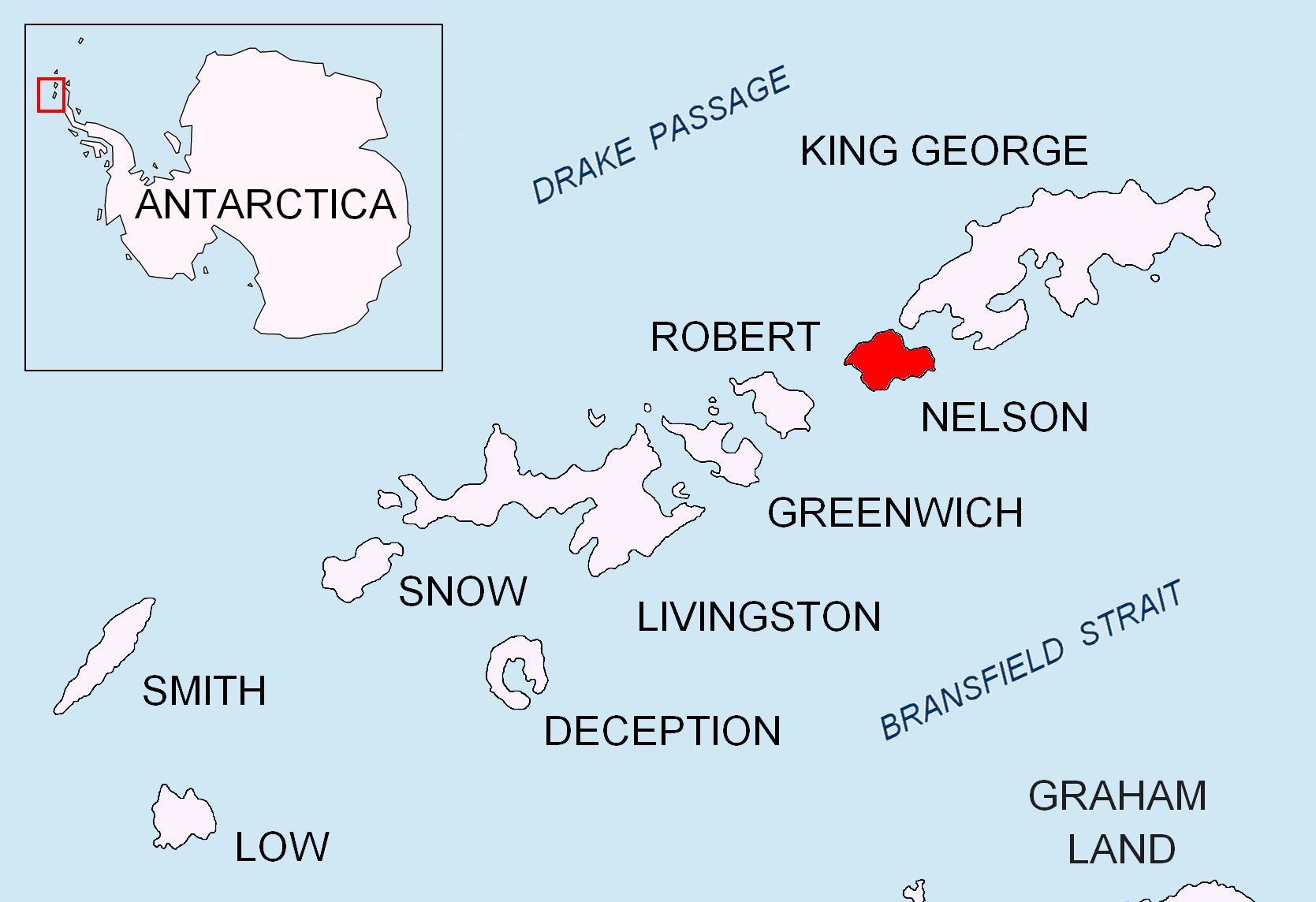

雷塔馬萊斯角（Retamales Point），是南極洲的海岬，位於南設得蘭群島的納爾遜島西北岸，處於哈曼尼角東北面7.92公里、斯米列茨角東北面2.85公里、懷特姆島以南1.75公里和里普角西南面8.64公里，長0.7公里，現時由南極條約體系管理。